# Dihelus kumaonensis
Dihelus kumaonensis är en stekelart som beskrevs av Gupta 1979. Dihelus kumaonensis ingår i släktet Dihelus och familjen brokparasitsteklar. Inga underarter finns listade i Catalogue of Life.